# Quận Cam, Florida
Quận Cam (tiếng Anh: Orange County) là một quận ở bang Florida và là một phần của Khu vực thống kê đô thị Orlando-Kissimmee (MSA). Theo ước tính của Cục điều tra dân số năm 2006, quận này có dân số 1.043.500. Có 40.000 dặm đường bộ ở quận này.. Quận lỵ là Orlando.6
Dù tòa nhà cơ quan chính quyền quận nằm ở trung tâm Orlando, chính quyền quận vẫn tuyên bố một khu vực của quận là "Trung tâm quận Cam" vào năm 2005. Khu vực đất phần lớn chưa hợp nhất này (các khu vực rìa phía bắc được nhập vào Orlando) bao gồm các khu phía bắc của các hành lang International Drive và Universal Boulevard. Chính quyền quận có một văn phòng ở tòa nhà Bắc/Nam của Trung tâm hội nghị quận Cam.
Cơ quan bảo đảm thi hành luật hàng đầu của quận là Văn phòng quận trưởng quận. Chức vụ quận trưởng được chọn thông qua bầu cử, đương kim quận trưởng hiện nay là Kevin Beary. Cơ quan giáo dục của quận là Các trường công quận Cam.